# واسکو رجینی
واسکو رجینی (انگلیسی: Vasco Regini؛ زادهٔ ۹ سپتامبر ۱۹۹۰) بازیکن فوتبال اهل ایتالیا است.
از باشگاه‌هایی که در آن بازی کرده‌است می‌توان به باشگاه فوتبال فوجا، باشگاه فوتبال سمپدوریا، باشگاه فوتبال چزنا، باشگاه فوتبال امپولی، و باشگاه فوتبال ناپولی اشاره کرد.
وی همچنین در تیم‌های ملی فوتبال زیر ۲۰ سال ایتالیا، Italy under-21 Serie B representative team، و زیر ۲۱ سال ایتالیا بازی کرده‌است.